# ドイツ・アルペン街道

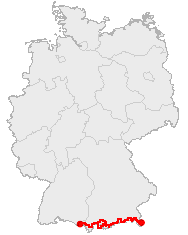
ドイツ・アルペン街道のルート・マップ

ドイツ・アルペン街道（独: Deutsche Alpenstraße）はドイツ観光街道の一つ。1927年に設けられた最も古いドイツ観光街道。バイエルン州の南西端ボーデン湖の小島リンダウから南東端ベルヒテスガーデンまで、オーストリアとの国境をなすアルプス山脈の麓を湖と丘陵を縫うように通る総延長450kmの街道である。
湖や牧草地、森、山岳といった豊かな自然の中のハイキングやドライブ、冬にはスキーなどのウィンタースポーツも楽しめる「休暇街道」（観光街道の原義）である。また、ルートヴィヒ2世が建設した3つの城や、ヴィースの巡礼教会、エッタール修道院といった壮麗な建造物と、市庁舎や民家の壁に描かれた可憐な壁絵とが鮮やかな対比を見せ、訪れる者の目を楽しませてくれる「観光街道」でもある。

## 行程 （主な観光地）

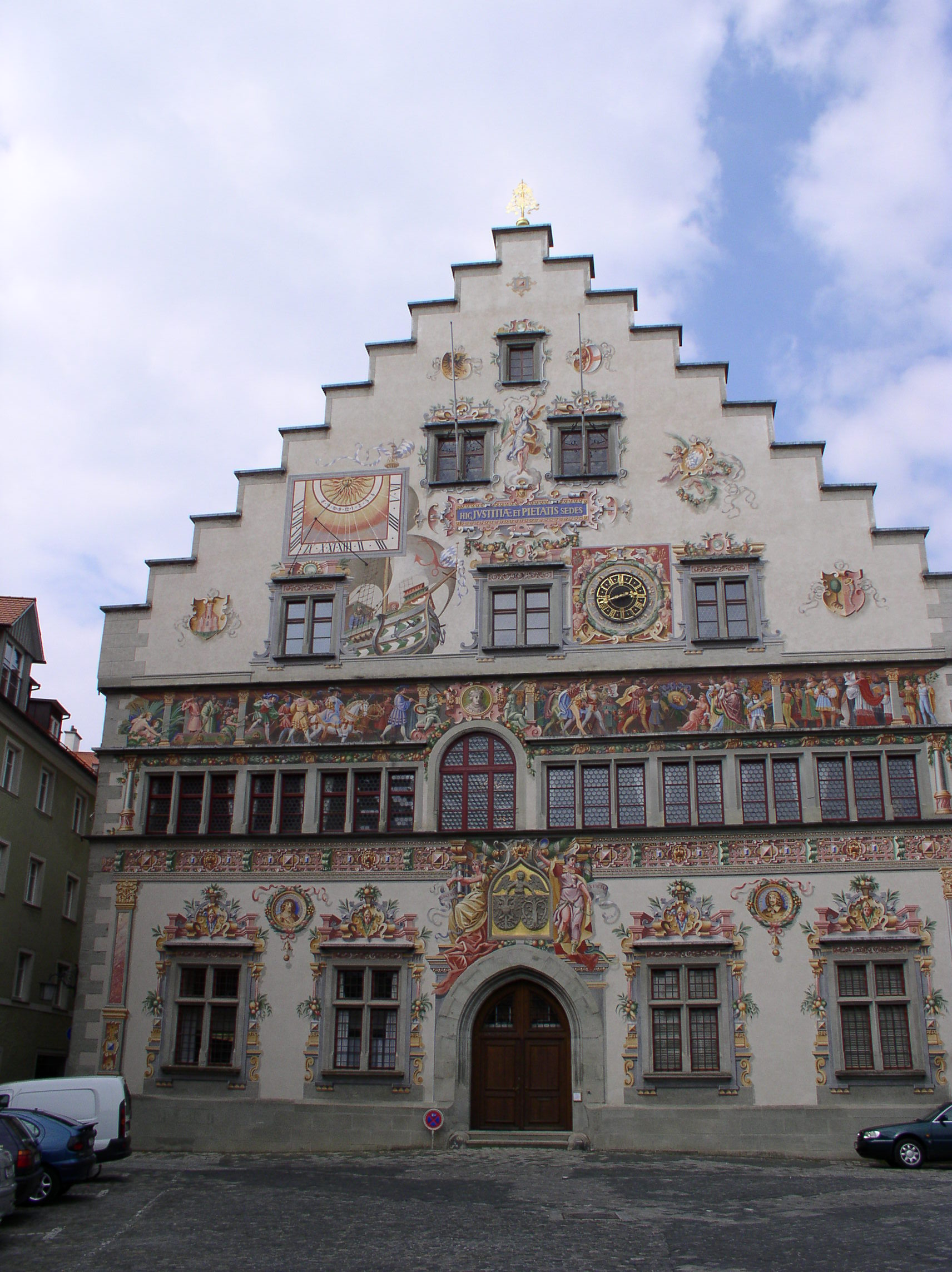
リンダウの旧市庁舎

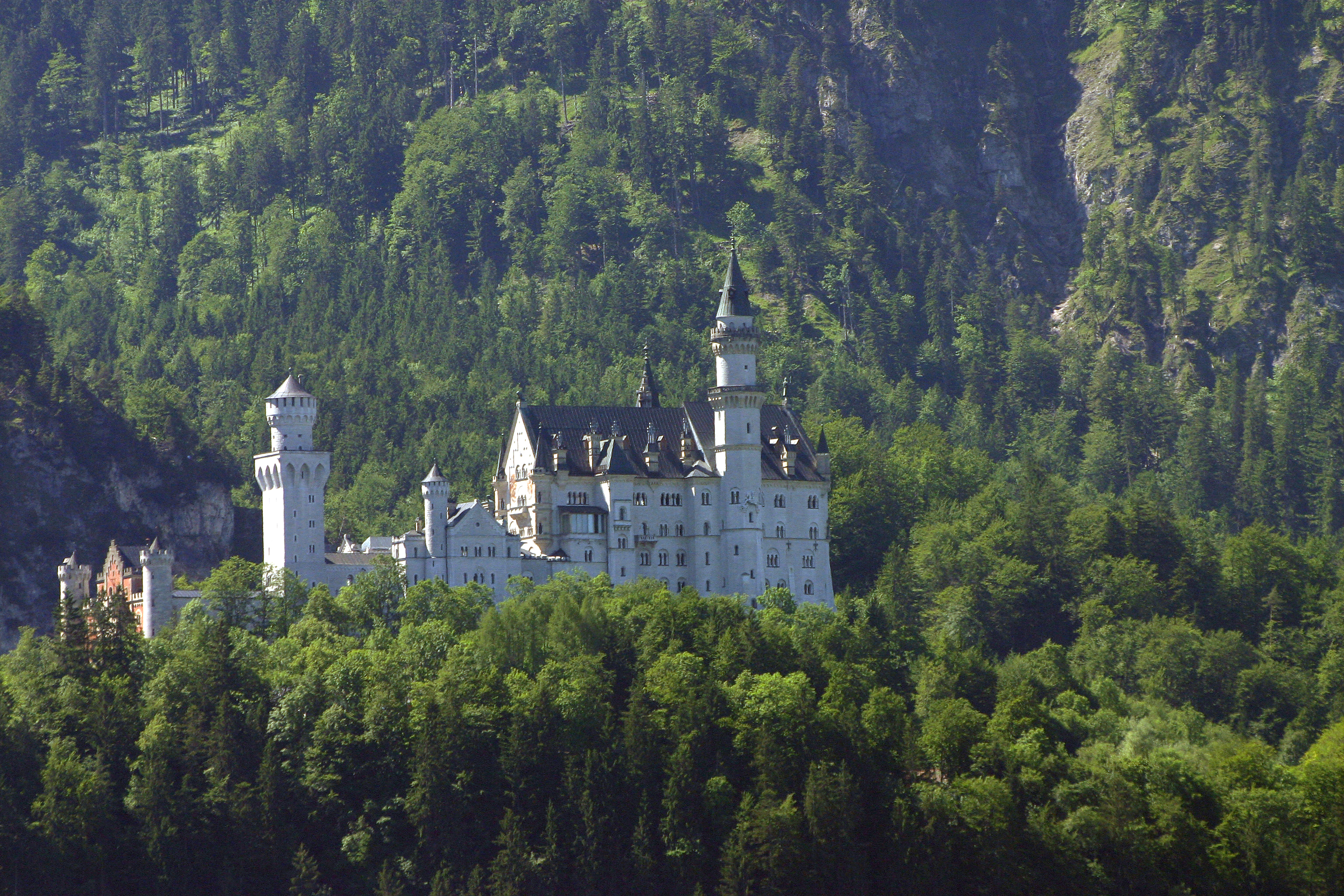
ノイシュヴァンシュタイン城

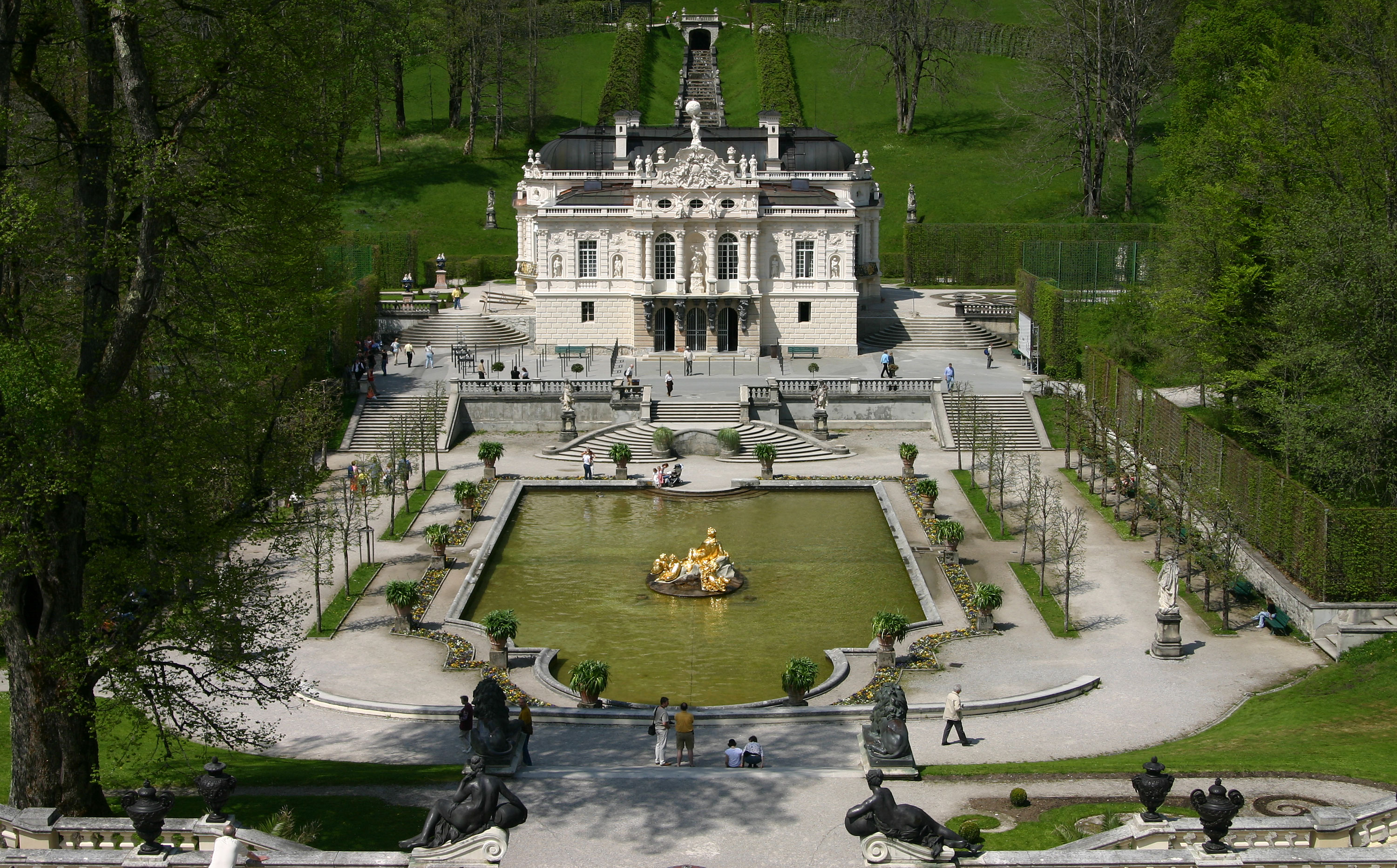
リンダーホーフ城

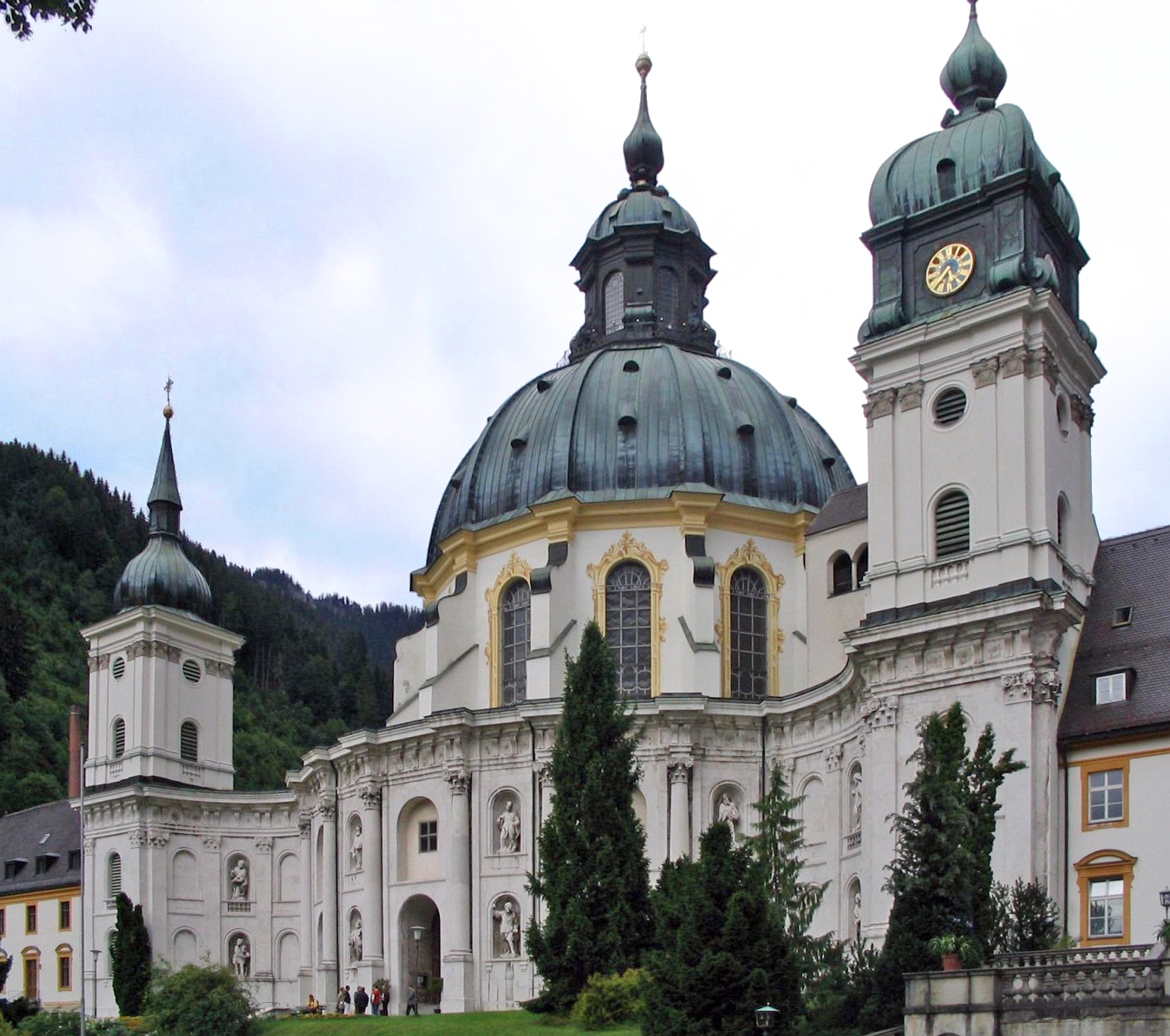
エッタール修道院

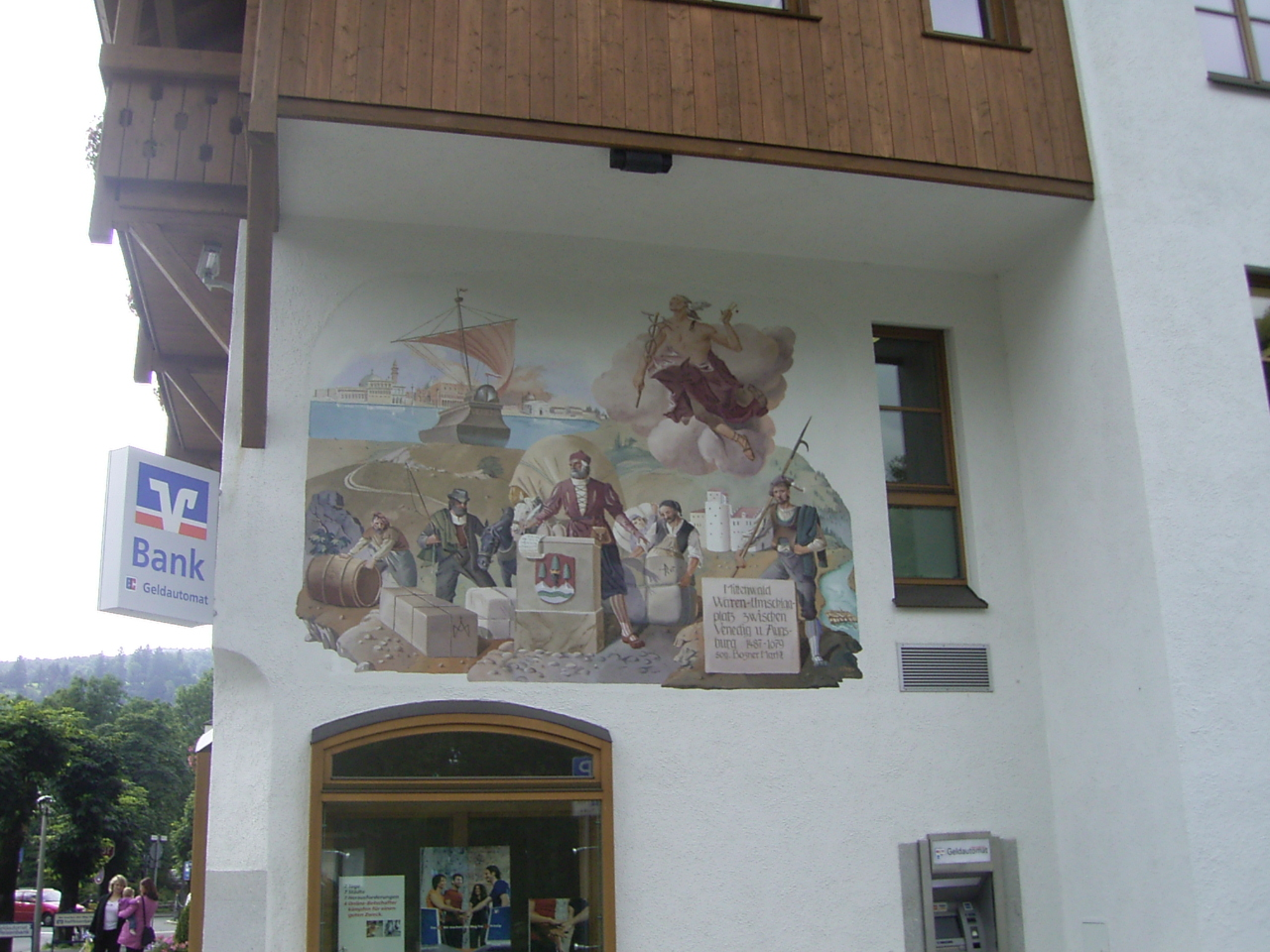
ミッテンヴァルトの民家の壁絵

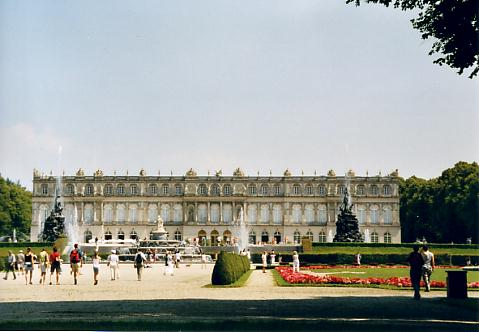
ヘレンキームゼー城

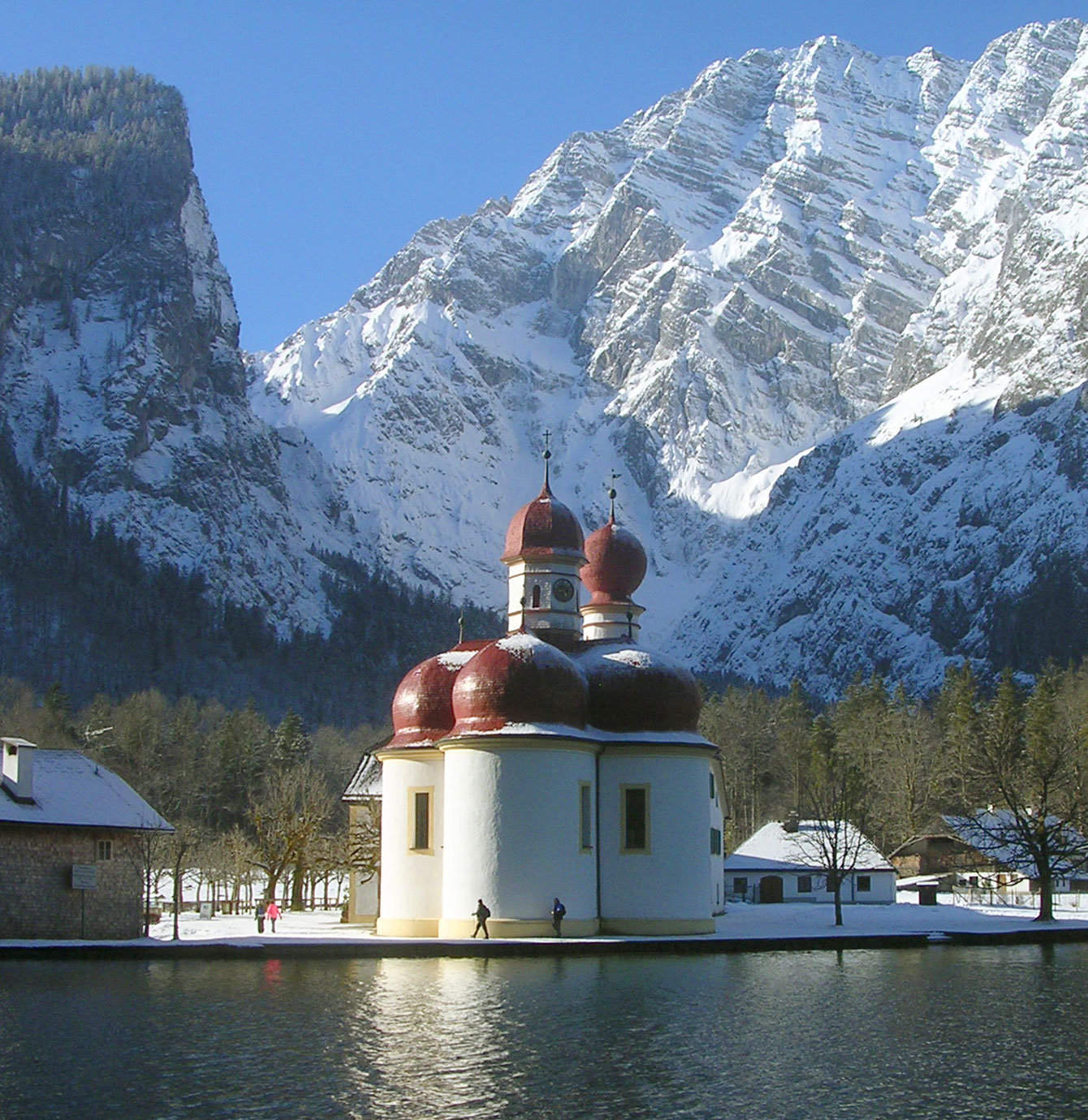
ケーニヒス湖の聖バルトロメー礼拝堂

リンダウ (Lindau)
バイエルン州の南西端ドイツ、オーストリア、スイス三国の国境をなすボーデン湖の小島に位置する街。かつては水運で栄え、帝国自由都市の地位を得ていたが1802年にナポレオンによりバイエルン州に併合させられた。現在は対岸の新市街と橋で結ばれている。旧市街は歩いて回れるほどの小さな島であるが、かつての豪商の館が軒を連ね、旧市庁舎に描かれた精密な壁絵が昔日の繁栄を物語る。
フュッセン (Füssen)
ロマンティック街道の終着点。ドイツ・アルペン街道はここからしばらく、逆行する形でロマンティック街道と重なっている。これとは別にフュッセンから南に下り、一旦国境を越えてオーストリアの街ロイテ (Reutte)を経てリンダーホーフ城に至る別ルートもある。
シュヴァンガウ (Schwangau)、シュタインガーデン (Steingaden)、ヴィルトシュタイク (Wildsteig)
いずれもロマンティック街道に属する街。この辺りはルートヴィヒ2世ゆかりのノイシュヴァンシュタイン城やホーエンシュヴァンガウ城、ドイツ・ロココの最高傑作でユネスコの世界遺産にも登録されているヴィースの巡礼教会と、ロマンティック街道のハイライトとも言うべき観光名所が数多く存在している。
オーバーアマガウ (Oberammergau)
美しい壁絵と木彫の街だが、この街を何より有名にしているのは十年に一度行われる町を挙げての大規模なキリスト受難劇である。1632年に近隣の街でペストが大流行したが、この街までそれが及ばなかったことを感謝して1634年より始まったもの。出演できるのはこの街の出身者か長年の住人に限られた、いわば素人芝居ではあるが、10年に1度の祭りとあって、ヨーロッパ中から多くの観光客が押し寄せる。
リンダーホーフ城 (Schloß Linderhof)
オーバーアマガウからエッタールへ向かう途中を西に入ったリンダーグリースという谷間にある。ルートヴィヒ2世が建設した3つの城のうち、唯一完成した城で、ヴェルサイユ宮殿の一角にある大トリアノン宮殿を模して作られている。
エッタール (Ettal)
豪壮な修道院で知られる。修道院は1330年の創設であるが、現在の建物は18世紀に建造された巨大なバロック建築である。
ガルミッシュ＝パルテンキルヒェン (Garmisch-Partenkirchen)
元々別個の二つの村だったが、スキーやハイキングのリゾート地として発展した結果、互いの市街地が接するようになり一つの街となった。それぞれの旧村落が昔の面影をとどめている。パルテンキルヒェンから6kmほど北のファルハント (Farchant)へ至る「哲学者の道」は、ドイツ最高峰(2,962m)のツークシュピッツェ (Zugspitze)をはじめとするドイツ・アルプスの峰々のパノラマを楽しむことができる絶好のハイキング・コースとなっている。そのツークシュピッツェへは登山鉄道とロープウェイを乗り継いで、山頂まで登ることができる。
ミッテンヴァルト (Mittenwald)
ガルミッシュ＝パルテンキルヒェンからヴァルガウ (Wallgau)への途中で南に折れたところにある街。新しい道路から外れているため観光客もまばらで静かな田舎町だが、かつてはドイツとヴェネツィアとを結ぶ交易路上の宿場町として栄えた。1684年、マティアス・クロッツがクレモナからヴァイオリン製作の技法を携えてこの街に居を構え、自らヴァイオリンの製作を行うとともに後進の指導にも当たったため、以来、この街は現在でもドイツにおける弦楽器製作の中心的役割を担っている。街にはヴァイオリン製作博物館もある。
この街の民家の壁には可憐な壁絵が描かれており、イタリアへの旅の途中でこの街に立ち寄ったゲーテは、「まるで絵本のような街」とその美しさを讃えている。
街の南にそびえるカーヴェンデル (Karwendel) へはロープウェイで山頂近くまで登ることができ、気楽なハイキングを楽しむことができる。
ベルナウ (Bernau)
ガルミッシュ＝パルテンキルヒェンからアルペン街道は、緑豊かな丘陵地の中を、森を抜け、湖を眺めながら北東へとすすみ、ベルナウでキーム湖の南の湖畔に達する。湖上のヘレンキームゼー島にはルートヴィヒ2世がヴェルサイユ宮殿そっくりに建設しようと試みたヘレンキームゼー城がある。1788年から建造が始まったこの城は結局完成せず、現在に至っている。この島は、元々修道院があった場所で、かつての修道院の一部が遺されている。キームゼー湖には、もう一つ、フラウエンキームゼー島という島もあり、こちらには聖母マリア女子修道院がある。それぞれの島へ渡るには湖の西岸の町プリーンから連絡船に乗る。
ベルヒテスガーデン (Berchtesgaden)
ドイツ・アルペン街道の終着点は、ドイツの南東端の街である。この街から数km南にあるケーニヒス湖 (Königssee) はヒトラーの別荘があったことでも有名であるが、静謐で神秘的な美しさを湛えた湖である。両岸から急峻な岩山の断崖が迫り湖岸を歩くことは困難で、遊覧船での観光となる。雪山を背景にその姿を湖面に映す聖バルトロメー礼拝堂は、ドイツ・アルペン街道を象徴する風景として観光ポスターやガイドブックによく用いられている。
湖尻のイェンナーという山に登るためのロープウェイがあり、山頂まで登るにつれ、緑豊かな牧草地、瑠璃色の湖、峻険な岩肌が見せる鮮やかなコントラストを楽しむことができる。

## 参考図書
紅山雪夫　『ドイツものしり紀行』　（2005年、新潮文庫）　ISBN 4101043256

## 外部サイト
- Deutsche Alpenstraße （ドイツ語サイト。英語のページあり）